# Wohn- und Wirtschaftsgebäude Lange Straße 80

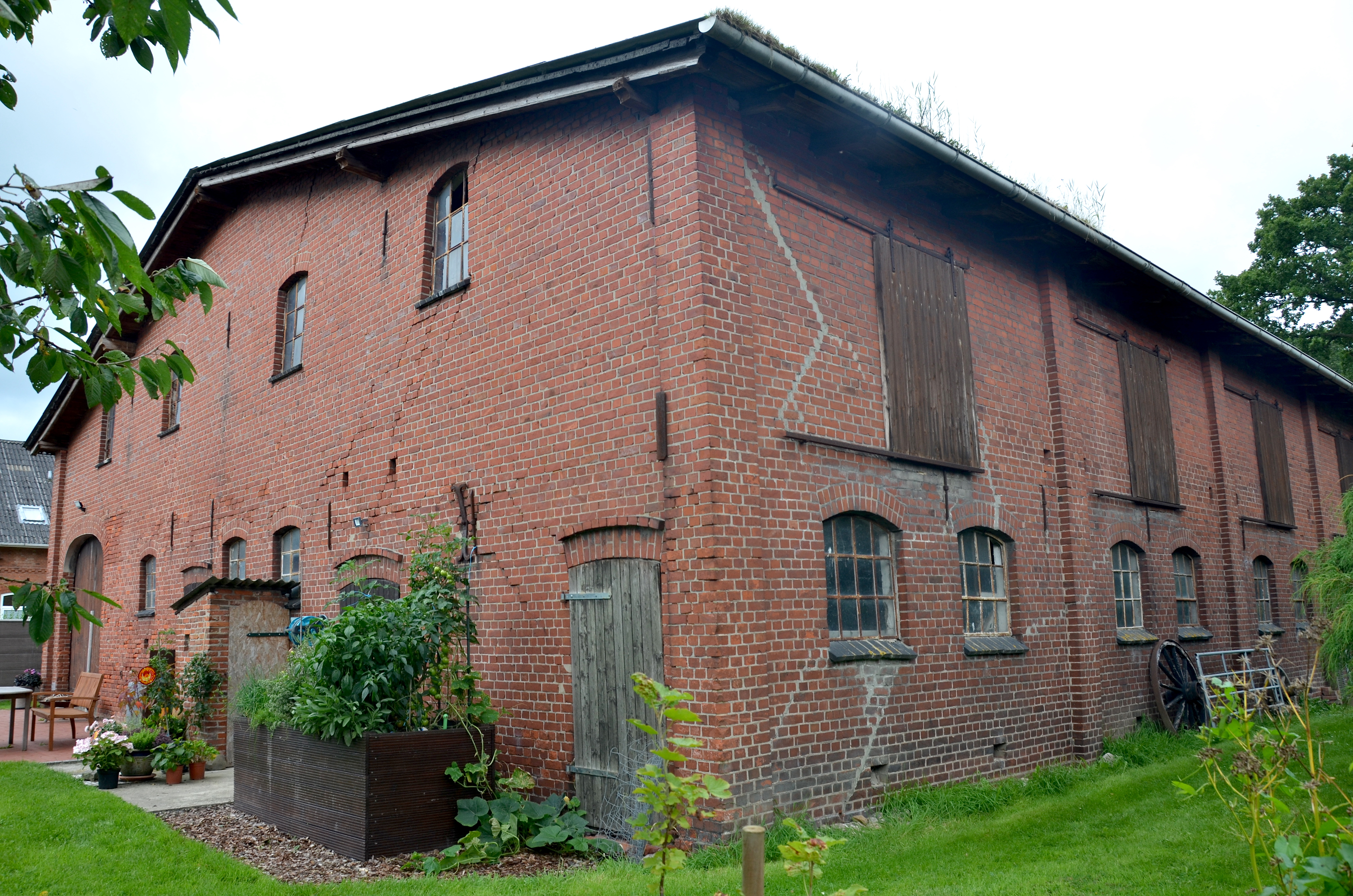
Wirtschaftsteil

Das Wohn- und Wirtschaftsgebäude Lange Straße 80 im niedersächsischen Schiffdorf, Ortsteil Bramel, im Landkreis Cuxhaven stammt aus dem 18. Jahrhundert.
Aktuell (2024) wird es als Wohnhaus und wohl landwirtschaftlich genutzt.
Das Gebäude steht unter Denkmalschutz (siehe auch Liste der Baudenkmale in Schiffdorf).

## Beschreibung

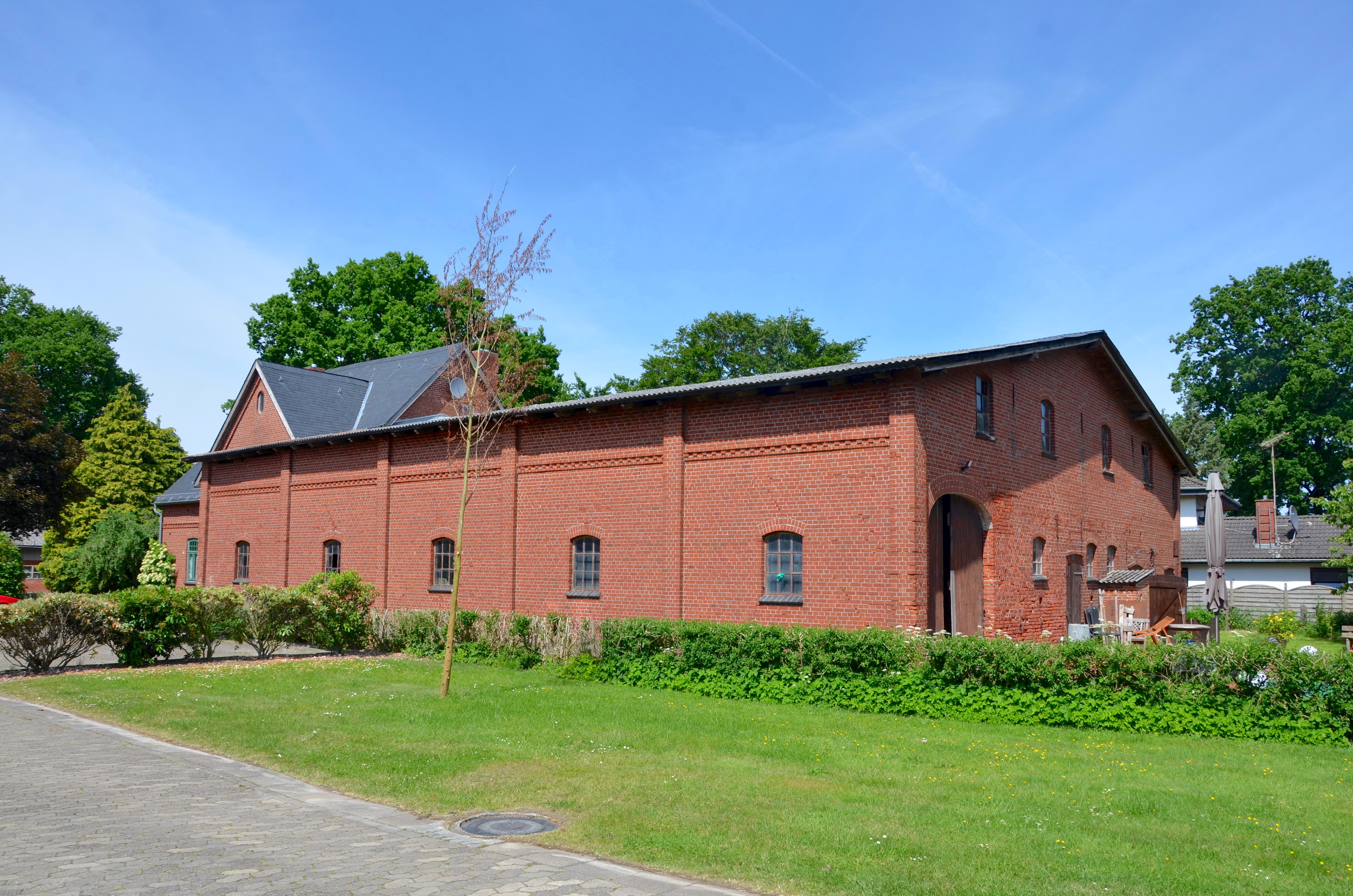
Gulfhaus: Vordergrund: Zweites Wirtschaftsgebäude, links dahinter der Wohnteil

Das ein- und zweigeschossige giebelständige verklinkerte Gebäude auf zum Teil verputztem Sockel, mit Krüppelwalmdach auf Drempel mit Niedersachsengiebel, seitlichem Gikebelrisalit, vorderem Wohnteil mit seitlichem Eingang, der seitlichen Grooten Door mit Korbbogen im hinteren breiteren zweigeschossigen Wirtschaftsteil sowie geschossteilendem Ziegelgesims und teilweise im Original erhaltenen segment- und korbbogigen Fenstern wurde um 1910/14 gebaut. Im Grundriss ist es ein untypisches Gulfhaus. An der Straße steht davor ein zweites verklinkertes Wirtschaftsgebäude.
Das Landesdenkmalamt befand u. a.: „ − aus städtebaulichen Gründen, daneben aber auch wegen der geschichtlichen Bedeutung, hier im Hinblick auf den orts-, bau- und kunstgeschichtlichen und gebäudetypischen Zeugniswert – .“